# Заповідне лісове урочище «Ділянка ясеневого лісу»
Діля́нка ясене́вого лі́су — лісове заповідне урочище місцевого значення в Україні. Розташоване в межах Дубенського району Рівненської области, неподалік від села Вовковиї. 
Площа 10 га. Створене рішенням Рівненського облвиконкому № 343 від 22.11.1983 року (зі змінами рішенням облради № 584 від 27.05.2005 року). Перебуває у віданні ДП СЛАП «Демидівський держспецлісгосп» (Вовковиївське л-во, кв. 2, вид. 7, 11, 13, 16, 17). 
Створене для збереження унікального масиву лісу зі сторічними деревами ясена поблизу струмка. До складу деревостану входять також поодинокі дерева вільхи чорної, клена-явора, берези, черешні, липи серцелистої. 
В розрідженому підліску трапляються ліщина звичайна та вовчі ягоди звичайні. У трав'яному покриві домінує яглиця звичайна, трапляються копитняк європейський, герань темна, переліска багаторічна, вороняче око звичайне. У ранньовесняній синузії домінують цибуля ведмежа та підсніжник білосніжний — занесені до Червоної книги України, анемона дібровна. 
Даний масив лісу є єдиним у Рівненській області місцезростанням рідкісного виду флори України, ендеміка Волино-Поділля та Карпат — аруму Бессера.